# Giraavaru (Raa-atol)
Giraavaru is een van de onbewoonde eilanden van het Raa-atol behorende tot de Maldiven.